# Bonfinópolis de Minas
Bonfinópolis de Minas é um município brasileiro do estado de Minas Gerais. Localizado na Mesorregião do Noroeste de Minas e na Microrregião de Unaí. Sua população segundo o Instituto Brasileiro de Geografia e Estatística em 2022 era de 5 528 habitantes.